# 里奇伍茲鎮區 (阿肯色州洛諾克縣)
里奇伍茲鎮區（英語：Richwoods Township）是位於美國阿肯色州洛諾克縣的一個行政鎮區。

## 地方資料
里奇伍茲鎮區的面積為94.24平方千米，當中陸地面積為82.22平方千米，而水域面積為12.02平方千米。根據2010年美國人口普查的數據，當地共有人口193人，而人口密度為每平方千米2.05人。